# Campeonato Provincial de Segunda Categoría de Pichincha 2011
El Campeonato Provincial de Segunda Categoría de Pichincha 2011 es un torneo de fútbol en Ecuador en el cual compiten equipos de la Provincia de Pichincha. El torneo es organizado por Asociación de Fútbol No Amateur de Pichincha (AFNA) y avalado por la Federación Ecuatoriana de Fútbol. El torneo inició en marzo de 2011. Participan 10 clubes de fútbol.

## Equipos participantes
| Equipos participantes               | Equipos participantes | Equipos participantes                                                        |
| ----------------------------------- | --------------------- | ---------------------------------------------------------------------------- |
|                                     |                       |                                                                              |
| Equipo                              | Ciudad                | Estadio                                                                      |
| América de Quito                    | Quito                 | Estadio Olímpico Atahualpa                                                   |
| Aucas                               | Quito                 | Estadio de Sociedad Deportiva Aucas                                          |
| Chacarita                           | Sangolquí             | Estadio Rumiñahui de la Liga Deportiva Cantonal de Rumiñahui                 |
| Chile                               | Uyumbicho             | Estadio El Chan de la Liga Deportiva Cantonal de Mejía                       |
| Clan Juvenil                        | Sangolquí             | Estadio Rumiñahui de la Liga Deportiva Cantonal de Rumiñahui                 |
| Cuniburo                            | Cayambe               | Estadio Olímpico Guillermo Albornoz de la Liga Deportiva Cantonal de Cayambe |
| Real Sociedad                       | Sangolquí             | Estadio Rumiñahui de la Liga Deportiva Cantonal de Rumiñahui                 |
| Rumiñahui                           | Machachi              | Estadio El Chan de la Liga Deportiva Cantonal de Mejia                       |
| Universidad San Francisco de Quito  | Cumbayá               | Estadio Francisco Reinoso de la Liga Deportiva Parroquial de Cumbayá         |
| Universidad Tecnológica Equinoccial | Quito                 | Estadio de la Liga Deportiva Parroquial de Nayón                             |

## Equipos por Cantón
| Cantón    | N.º | Equipos                                                                                            |
| --------- | --- | -------------------------------------------------------------------------------------------------- |
| Quito     | 4   | América de Quito, Aucas, Universidad San Francisco de Quito y Universidad Tecnológica Equinoccial. |
| Rumiñahui | 3   | Chacarita, Real Sociedad y Clan Juvenil                                                            |
| Mejía     | 2   | Chile y Rumiñahui                                                                                  |
| Cayambe   | 1   | Cuniburo                                                                                           |

## Clasificación
| Equipo | Equipo           | Pts | PJ | PG | PE | PP | GF | GC | Dif |
| ------ | ---------------- | --- | -- | -- | -- | -- | -- | -- | --- |
| 1º     | Aucas            | 43  | 18 | 13 | 4  | 1  | 38 | 10 | +28 |
| 2º     | Cuniburo         | 38  | 18 | 11 | 5  | 2  | 32 | 11 | +21 |
| 3º     | UTE              | 30  | 18 | 8  | 6  | 4  | 45 | 27 | +18 |
| 4º     | Real Sociedad    | 29  | 18 | 7  | 6  | 5  | 31 | 22 | +9  |
| 5º     | Chile            | 26  | 18 | 6  | 8  | 4  | 36 | 37 | -1  |
| 6º     | América de Quito | 23  | 18 | 5  | 8  | 5  | 31 | 28 | +3  |
| 7º     | USFQ             | 20  | 18 | 5  | 5  | 8  | 25 | 33 | -8  |
| 8º     | Clan Juvenil     | 18  | 18 | 4  | 6  | 8  | 22 | 28 | -6  |
| 9º     | Rumiñahui        | 11  | 18 | 3  | 2  | 13 | 22 | 50 | -28 |
| 10º    | Chacarita        | 6   | 18 | 1  | 3  | 14 | 19 | 55 | -36 |

| L\V  | AME   | AUC   | CHA   | CHI   | CJU   | CUN   | RSO   | RUM   | USFQ  | UTE   |
| AME  |       | 1 - 2 | 4 - 2 | 2 - 3 | 2 - 2 | 0 - 1 | 1 - 1 | 3 - 2 | 3 - 0 | 2 - 1 |
| AUC  | 2 - 0 |       | 4 - 0 | 3 - 0 | 2 - 0 | 1 - 0 | 1 - 1 | 4 - 0 | 2 - 1 | 1 - 1 |
| CHA  | 2 - 2 | 1 - 3 |       | 1 - 1 | 1 - 2 | 0 - 2 | 2 - 2 | 1 - 2 | 2 - 1 | 1 - 3 |
| CHI  | 3 - 2 | 1 - 3 | 3 - 1 |       | 0 - 0 | 3 - 3 | 1 - 3 | 3 - 3 | 2 - 2 | 5 - 3 |
| CJU  | 2 - 2 | 0 - 0 | 7 - 1 | 0 - 1 |       | 1 - 3 | 0 - 1 | 2 - 0 | 0 - 2 | 2 - 2 |
| CUN  | 2 - 2 | 1 - 0 | 6 - 0 | 1 - 1 | 1 - 0 |       | 1 - 0 | 2 - 1 | 4 - 0 | 0 - 0 |
| RSO  | 1 - 1 | 0 - 2 | 1 - 0 | 1 - 4 | 6 - 0 | 0 - 3 |       | 3 - 1 | 1 - 0 | 1 - 2 |
| RUM  | 0 - 2 | 0 - 2 | 4 - 1 | 3 - 3 | 3 - 2 | 0 - 1 | 0 - 5 |       | 2 - 3 | 0 - 7 |
| USFQ | 1 - 1 | 2 - 5 | 4 - 1 | 1 - 1 | 0 - 0 | 1 - 0 | 2 - 2 | 2 - 0 |       | 2 - 3 |
| UTE  | 2 - 2 | 1 - 1 | 4 - 2 | 5 - 1 | 1 - 2 | 1 - 1 | 1 - 2 | 4 - 1 | 4 - 1 |       |

|  | Clasifica al Campeonato Zonal de la Segunda Categoría |
|  | Descendió a la Copa Pichincha.                        |

## Calendario
| UTE                       | 4 - 1 | Rumiñahui        | Estadio de Nayón          | 19 de marzo |
| Universidad San Francisco | 0 - 0 | Clan Juvenil     | Estadio Francisco Reinoso | 19 de marzo |
| Real Sociedad             | 0 - 3 | Cuniburo         | Estadio Rumiñahui         | 20 de marzo |
| Chile                     | 1 - 3 | Aucas            | Estadio El Chan           | 20 de marzo |
| Chacarita                 | 2 - 2 | América de Quito | Estadio Rumiñahui         | 20 de marzo |

| América de Quito | 2 - 1 | UTE                       | Estadio Olímpico Atahualpa          | 26 de marzo |
| Cuniburo         | 1 - 1 | Chile                     | Estadio Olímpico Guillermo Albornoz | 26 de marzo |
| Clan Juvenil     | 0 - 1 | Real Sociedad             | Estadio Rumiñahui                   | 27 de marzo |
| Aucas            | 4 - 0 | Chacarita                 | Estadio de Sociedad Deportiva Aucas | 27 de marzo |
| Rumiñahui        | 2 - 3 | Universidad San Francisco | Estadio El Chan                     | 27 de marzo |

| Universidad San Francisco | 2 - 3 | UTE              | Estadio Francisco Reinoso           | 2 de abril |
| Chacarita                 | 1 - 2 | Rumiñahui        | Estadio Rumiñahui                   | 3 de abril |
| Aucas                     | 1 - 0 | Cuniburo         | Estadio de Sociedad Deportiva Aucas | 3 de abril |
| Chile                     | 0 - 0 | Clan Juvenil     | Estadio El Chan                     | 3 de abril |
| Real Sociedad             | 1 - 1 | América de Quito | Estadio Rumiñahui                   | 3 de abril |

| América de Quito | 2 - 3 | Chile                     | Estadio Casa de la Selección        | 9 de abril  |
| UTE              | 4 - 2 | Chacarita                 | Estadio de Nayón                    | 9 de abril  |
| Cuniburo         | 4 - 0 | Universidad San Francisco | Estadio Olímpico Guillermo Albornoz | 9 de abril  |
| Rumiñahui        | 0 - 5 | Real Sociedad             | Estadio El Chan                     | 10 de abril |
| Clan Juvenil     | 0 - 0 | Aucas                     | Estadio Rumiñahui                   | 10 de abril |

| Cuniburo      | 1 - 0 | Clan Juvenil              | Estadio Olímpico Guillermo Albornoz | 16 de abril |
| Chile         | 3 - 3 | Rumiñahui                 | Estadio El Chan                     | 17 de abril |
| Aucas         | 2 - 0 | América de Quito          | Estadio de Sociedad Deportiva Aucas | 17 de abril |
| Chacarita     | 2 - 1 | Universidad San Francisco | Estadio Rumiñahui                   | 17 de abril |
| Real Sociedad | 1 - 2 | UTE                       | Estadio Rumiñahui                   | 17 de abril |

| Universidad San Francisco | 2 - 2 | Real Sociedad | Estadio Francisco Reinoso    | 23 de abril |
| América de Quito          | 0 - 1 | Cuniburo      | Estadio Casa de la Selección | 23 de abril |
| Chacarita                 | 1 - 2 | Clan Juvenil  | Estadio Rumiñahui            | 23 de abril |
| UTE                       | 5 - 1 | Chile         | Estadio de Nayón             | 23 de abril |
| Rumiñahui                 | 0 - 2 | Aucas         | Estadio El Chan              | 24 de abril |

| Cuniburo      | 2 - 1 | Rumiñahui                 | Estadio Olímpico Guillermo Albornoz | 30 de abril |
| Real Sociedad | 1 - 0 | Chacarita                 | Estadio Rumiñahui                   | 1 de mayo   |
| Clan Juvenil  | 2 - 2 | América de Quito          | Estadio Rumiñahui                   | 1 de mayo   |
| Aucas         | 1 - 1 | UTE                       | Estadio de Sociedad Deportiva Aucas | 1 de mayo   |
| Chile         | 2 - 2 | Universidad San Francisco | Estadio El Chan                     | 1 de mayo   |

| UTE                       | 1 - 1 | Cuniburo         | Estadio de Nayón          | 6 de mayo |
| Universidad San Francisco | 1 - 1 | América de Quito | Estadio Francisco Reinoso | 6 de mayo |
| Rumiñahui                 | 3 - 2 | Clan Juvenil     | Estadio El Chan           | 6 de mayo |
| Real Sociedad             | 0 - 2 | Aucas            | Estadio Rumiñahui         | 8 de mayo |
| Chacarita                 | 1 - 1 | Chile            | Estadio Rumiñahui         | 8 de mayo |

| Clan Juvenil     | 2 - 2 | UTE                       | Estadio Rumiñahui                   | 14 de mayo |
| América de Quito | 3 - 2 | Rumiñahui                 | Estadio Casa de la Selección        | 14 de mayo |
| Cuniburo         | 6 - 0 | Chacarita                 | Estadio Guayllabamba                | 14 de mayo |
| Aucas            | 2 - 1 | Universidad San Francisco | Estadio de Sociedad Deportiva Aucas | 15 de mayo |
| Chile            | 1 - 3 | Real Sociedad             | Estadio de Uyumbicho                | 15 de mayo |

| UTE                       | 1 - 2 | Clan Juvenil     | Estadio de Nayón           | 21 de mayo |
| Universidad San Francisco | 2 - 5 | Aucas            | Estadio Olímpico Atahualpa | 21 de mayo |
| Chacarita                 | 0 - 2 | Cuniburo         | Estadio Rumiñahui          | 22 de mayo |
| Rumiñahui                 | 0 - 2 | América de Quito | Estadio El Chan            | 22 de mayo |
| Real Sociedad             | 1 - 4 | Chile            | Estadio Rumiñahui          | 22 de mayo |

| América de Quito | 3 - 0 | Universidad San Francisco | Estadio Casa de la Selección        | 27 de mayo |
| Cuniburo         | 0 - 0 | UTE                       | Estadio Guayllabamba                | 27 de mayo |
| Clan Juvenil     | 2 - 0 | Rumiñahui                 | Estadio Rumiñahui                   | 28 de mayo |
| Chile            | 3 - 1 | Chacarita                 | Estadio de Uyumbicho                | 28 de mayo |
| Aucas            | 1 - 1 | Real Sociedad             | Estadio de Sociedad Deportiva Aucas | 29 de mayo |

| Universidad San Francisco | 1 - 1 | Chile         | Estadio Francisco Reinoso    | 4 de junio |
| América de Quito          | 2 - 2 | Clan Juvenil  | Estadio Casa de la Selección | 4 de junio |
| UTE                       | 1 - 1 | Aucas         | Estadio Olímpico Atahualpa   | 4 de junio |
| Chacarita                 | 2 - 2 | Real Sociedad | Estadio Rumiñahui            | 5 de junio |
| Rumiñahui                 | 0 - 1 | Cuniburo      | Estadio El Chan              | 5 de junio |

| Cuniburo      | 2 - 2 | América de Quito          | Estadio Guayllabamba                | 11 de junio |
| Clan Juvenil  | 7 - 1 | Chacarita                 | Estadio Rumiñahui                   | 12 de junio |
| Aucas         | 4 - 0 | Rumiñahui                 | Estadio de Sociedad Deportiva Aucas | 12 de junio |
| Chile         | 5 - 3 | UTE                       | Estadio de Uyumbicho                | 12 de junio |
| Real Sociedad | 1 - 0 | Universidad San Francisco | Estadio Rumiñahui                   | 12 de junio |

| Universidad San Francisco | 4 - 1 | Chacarita     | Estadio Francisco Reinoso | 18 de junio |
| Clan Juvenil              | 1 - 3 | Cuniburo      | Estadio Rumiñahui         | 18 de junio |
| UTE                       | 1 - 2 | Real Sociedad | Estadio de Nayón          | 18 de junio |
| Rumiñahui                 | 3 - 3 | Chile         | Estadio El Chan           | 18 de junio |
| América de Quito          | 1 - 2 | Aucas         | Estadio El Chan           | 19 de junio |

| Universidad San Francisco | 1 - 0 | Cuniburo         | Estadio Francisco Reinoso           | 25 de junio |
| Chacarita                 | 1 - 3 | UTE              | Estadio Rumiñahui                   | 25 de junio |
| Real Sociedad             | 3 - 1 | Rumiñahui        | Estadio Rumiñahui                   | 25 de junio |
| Aucas                     | 2 - 0 | Clan Juvenil     | Estadio de Sociedad Deportiva Aucas | 26 de junio |
| Chile                     | 3 - 2 | América de Quito | Estadio de Uyumbicho                | 26 de junio |

| UTE              | 4 - 1 | Universidad San Francisco | Estadio de Nayón             | 2 de julio |
| Clan Juvenil     | 0 - 1 | Chile                     | Estadio Rumiñahui            | 2 de julio |
| América de Quito | 1 - 1 | Real Sociedad             | Estadio Casa de la Selección | 2 de julio |
| Rumiñahui        | 4 - 1 | Chacarita                 | Estadio El Chan              | 2 de julio |
| Cuniburo         | 1 - 0 | Aucas                     | Estadio Rumiñahui            | 3 de julio |

| UTE                       | 2 - 2 | América de Quito | Estadio de Nayón          | 6 de julio |
| Chile                     | 3 - 3 | Cuniburo         | Estadio de Uyumbicho      | 6 de julio |
| Real Sociedad             | 6 - 0 | Clan Juvenil     | Estadio Rumiñahui         | 6 de julio |
| Universidad San Francisco | 2 - 0 | Rumiñahui        | Estadio Francisco Reinoso | 6 de julio |
| Chacarita                 | 1 - 3 | Aucas            | Estadio Rumiñahui         | 6 de julio |

| América de Quito | 4 - 2 | Chacarita                 | Estadio Casa de la Selección        | 10 de julio |
| Clan Juvenil     | 0 - 2 | Universidad San Francisco | Estadio Rumiñahui                   | 10 de julio |
| Aucas            | 3 - 0 | Chile                     | Estadio de Sociedad Deportiva Aucas | 10 de julio |
| Rumiñahui        | 0 - 7 | UTE                       | Estadio El Chan                     | 10 de julio |
| Cuniburo         | 1 - 0 | Real Sociedad             | Estadio Olímpico Guillermo Albornoz | 10 de julio |